# Tillandsia oxapampae
Tillandsia oxapampae är en gräsväxtart som beskrevs av Werner Rauh och Von Bismarck. Tillandsia oxapampae ingår i släktet Tillandsia och familjen Bromeliaceae. Inga underarter finns listade i Catalogue of Life.